# 1861 en architecture
| Années de l'architecture : 1858 - 1859 - 1860 - 1861 - 1862 - 1863 - 1864    |
| Décennies de l'architecture : 1830 - 1840 - 1850 - 1860 - 1870 - 1880 - 1890 |

Cet article présente les faits marquants de l'année 1861 en architecture.

## Réalisations
- Construction de l'église Arlington Street à Boston.

## Événements
- x

## Récompenses
- Royal Gold Medal : Jean-Baptiste Lesueur.
- Prix de Rome : Constant Moyaux.

## Naissances
- 6 janvier : Victor Horta († 9 septembre 1947).

## Décès
- 7 janvier : Johan Oldenburg